# وتن، مور او رومسدال
وتن، مور او رومسدال (به لاتین: Vatne, Møre og Romsdal) یک سکونتگاه مسکونی در نروژ است که در حرام واقع شده‌است.

## خصوصیات
وتن ۱۳۹ کیلومترمربع مساحت دارد.